# Cry of the Nameless
Cry of the Nameless fue un fanzine de ciencia ficción estadounidense editado en Seattle por F. M. Busby, Elinor Busby, Burnett Toskey y Wally Weber; estuvo activo hasta 1974, año en que alcanzó su 174º edición. Nació como The Nameless Ones, un boletín que pretendía ser la voz oficial del fandom homónimo de Seattle, y fue coeditado por Gertrude M. Carr entre 1950 y 1954.
Centró sus artículos en noticias y eventos relacionados al fandom del género, además de artículos de crítica literaria e información sobre escritores de la ciencia ficción. En 1960 ganó el Premio Hugo al mejor fanzine, tras estar nominado en 1959 en la misma categoría sin alcanzar el galardón.